# Артуш
Артуш (кирг. Артыш, уйг. ئاتۇش‎, кит. упр. 阿图什, пиньинь Ātúshí, палл. Атуши) — городской уезд и столица Кызылсу-Киргизского автономного округа в Синьцзян-Уйгурском автономном районе КНР.

## География
Уезд расположен на северо-западе Таримского бассейна, к югу от гор Тянь-Шаня.

### Климат
Среднегодовая температура составляет +12 °C, среднегодовая влажность — 80 мм.

## История
В январе 1943 года был образован уезд Артуш. 14 июля 1954 года был образован Кызылсу-Киргизский автономный округ, и Артуш вошёл в его состав; в нём разместилось правительство автономного округа. В июне 1986 года уезд был преобразован в городской уезд.

## Население
Основное население по состоянию на 2018 год — уйгуры (81,4%), киргизы (11 %), ханьцы (7,3 %) и хуэй (0,1 %).

## Административное деление
Городской уезд Артуш делится на 3 уличных комитета, 1 посёлок и 7 волостей.

## Экономика

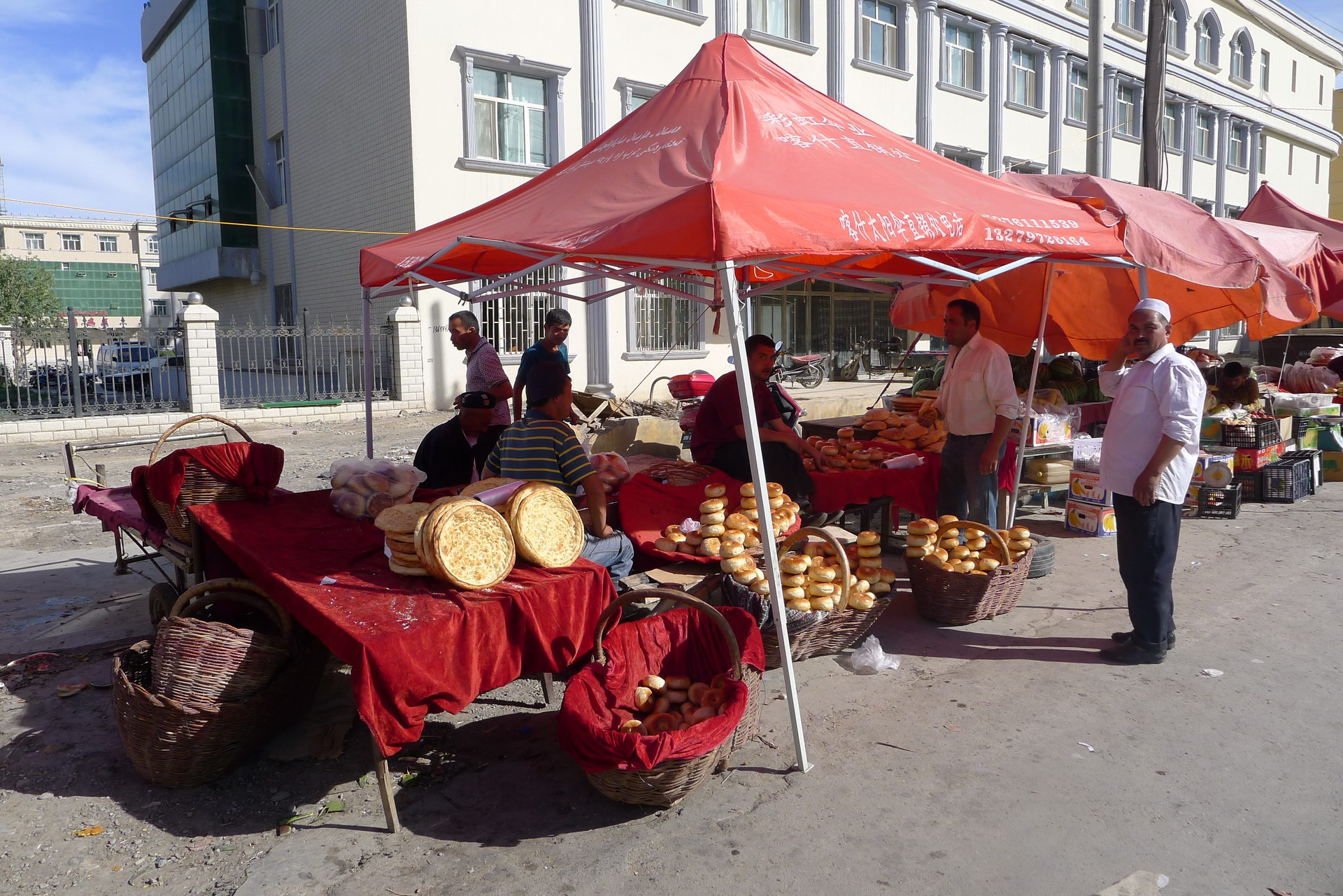
Уличный рынок

Экономика Артуша базируется на сельском хозяйстве (земледелии и животноводстве); основная аграрная продукция — хлопок, виноград, инжир, пшеница, кукуруза, сорго, рис и кунжут; также в уезде разводят овец и баранов.
Промышленные предприятия очищают хлопок, производят соль, растительное масло и муку. Развита кустарная выпечка лепёшек и булочек.

## Транспорт
Через территорию уезда пролегает Южно-Синьцзянская железная дорога.

## Культура

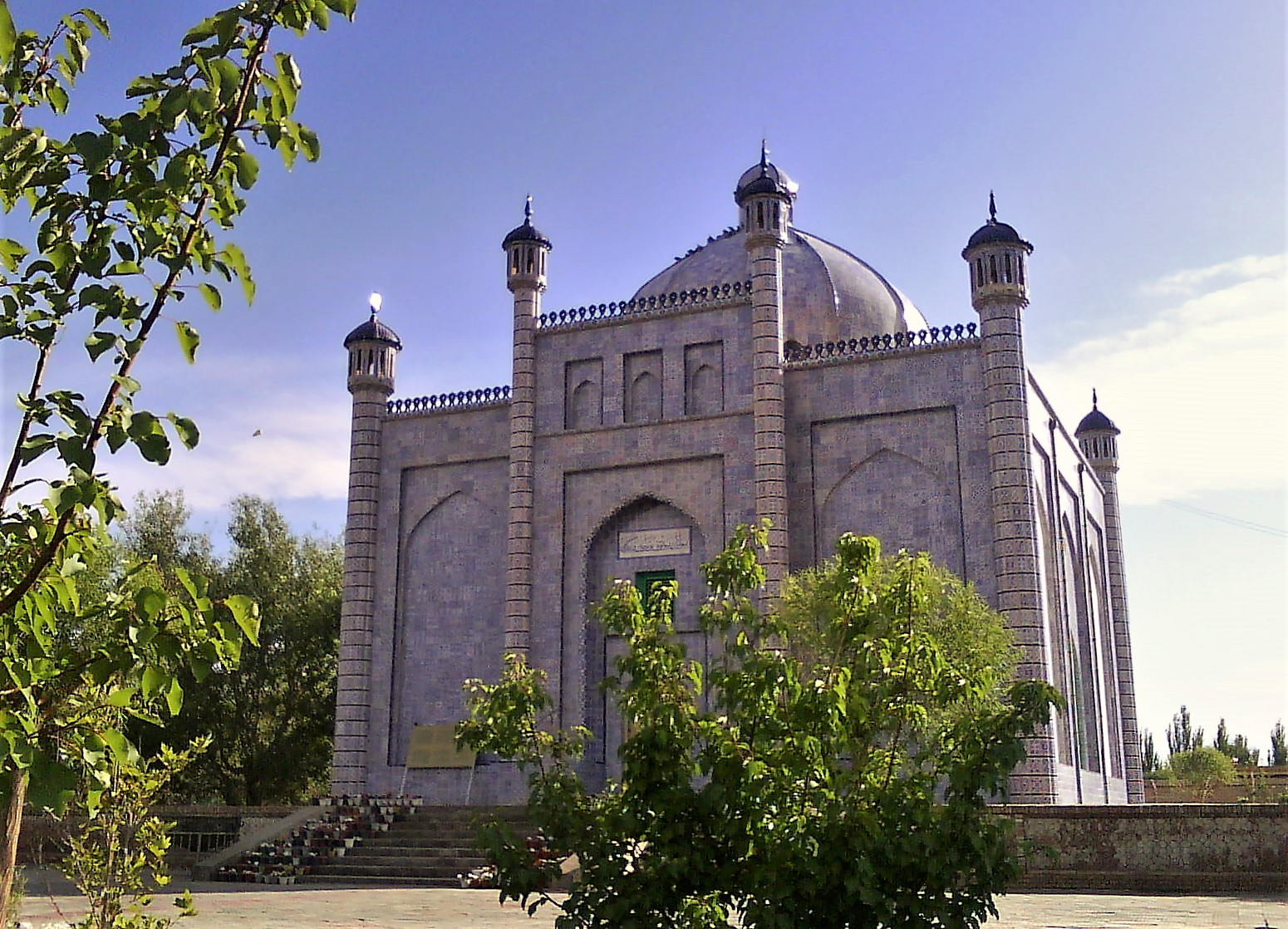
Мавзолей Сатук Богра-хана

В Артуше регулярно проводится Международный культурно-туристический фестиваль «Манас».

## Достопримечательности
- Гробница Сатук Богра-хана